# Carebara lignata
Carebara lignata (лат.) — вид очень мелких муравьёв рода Carebara из подсемейства Myrmicinae (Formicidae). Бангладеш, Индонезия, Индия, Китай, Непал.

## Описание
Самки крупные (более 10 мм), рабочие и солдаты не обнаружены. Усики самок 10-члениковые. Стебелёк между грудкой и брюшком состоит из двух члеников: петиолюса и постпетиолюса (последний четко отделен от брюшка), жало развито.
- Голова самки
- Самка сверху

## Систематика
Вид был описан в 1840 году американским мирмекологом профессором Джоном Обадия Вествудом по материалам из Индонезии (Ява). Валидный статус был подтверждён в 2014 году в ходе ревизии местной фауны индийскими энтомологами Химендером Бхарти (Himender Bharti; Department of Zoology and Environmental Sciences, Punjabi University, Патиала, Пенджаб, Индия) и Ш. А. Акбаром. Относят к трибе Solenopsidini или Crematogastrini.